# 克拉科夫犹太社区活动中心
克拉科夫犹太社区活动中心（英語：Jewish Community Centre of Krakow）， 简称为JCC Krakow，是位于波兰南部古城克拉科夫卡齐米日区的一所犹太教育和文化中心。

## 成立背景
2002年，威爾斯親王访问卡齐米日区，对这区留下深刻的印象。当时，他还与一群当地犹太代表会面，他知道当地的犹太人除了能在犹太教堂聚会外，就没有其它可以让他们聚会的地方。因此，威爾斯親王答应为他们建立一所社区中心。

## 中心主要活动
- 希伯來语课程
- 意第绪语课程
- 英语课程
- 西班牙语课程
- 希伯來语歌唱工作坊
- 家谱工作坊
- 教育工作坊
- 肚皮舞课程
- 以色列舞课程
- 瑜伽课程
- 以色列军用格斗术课程